# Kyriakoúlis Mavromichális
Pour les articles homonymes, voir Mavromichalis.
Kyriakoúlis Mavromichális (grec moderne : Κυριακούλης Μαυρομιχάλης) est un homme politique grec né en 1849 et décédé en 1916. Il est Premier ministre de Grèce à la suite du coup de Goudi, d'août 1909 à janvier 1910.